# Duńska Rada ds. Uchodźców
Duńska Rada ds. Uchodźców (ang. Danish Refugee Council, skr. DRC, dun. Dansk Flygtningehjælp) – duńska, deklarowana jako niezależna, prywatna organizacja mająca na celu niesienie pomocy uchodźcom.

## Historia
Radę utworzono w 1956, a bezpośrednim impulsem do tego była konieczność integracji 1400 uchodźców z Węgier, którzy trafili tam po stłumieniu Powstania Węgierskiego. Konieczne było wówczas zapewnienie im schronienia, edukacji i pracy. W 2015 Rada obejmowała swoją działalnością trzydzieści krajów świata.

## Zakres działania
Działania Rady podzielone są na następujące sektory: przeciwdziałanie głodowi i bezdomności, zabezpieczenie żywnościowe, bezpieczeństwo osobiste, generowanie przychodu, koordynacja usług operacyjnych, infrastruktura i usługi komunalne, pomoc humanitarna, ograniczanie przemocy zbrojnej, zapewnienie dostępu do wody, zapewnienie higieny i warunków sanitarnych oraz edukacja. Trzy pierwsze sektory generują największe zainteresowanie i nakłady Rady.
Na terytorium Danii Rada opiniuje wstępnie odrzucone przez Urząd Imigracyjny wnioski o przyznanie statusu uchodźcy. Wspomaga także proces powrotu osób uznanych za uchodźców do krajów pochodzenia.

## Biura i władze
W 2017 biura Rady mieściły się w następujących państwach: 
- Afryka: Algieria, Burkina Faso, Dżibuti, Demokratyczna Republika Konga, Etiopia, Jemen, Kenia, Liberia, Libia, Mali, Niger, Nigeria, Republika Środkowoafrykańska, Somalia, Sudan, Sudan Południowy, Tunezja, Uganda, Wybrzeże Kości Słoniowej,
- Azja: Afganistan, Birma, Czeczenia, Gruzja, Irak, Iran, Jordania, Liban, Pakistan, Północna Osetia, Syria, Turcja, Wietnam,
- Ameryka Południowa: Kolumbia,
- Europa: Grecja, Kosowo, Serbia, Ukraina[3].

Sekretarzem Generalnym Rady  jest Charlotte Slente.